# Província del Campidano Mitjà
La província del Campidano Mitjà (Provìntzia de su Campidanu de Mesu en sard, Medio Campidano en italià) és una antiga província de la regió de Sardenya dins d'Itàlia. Limitava al nord amb la província d'Oristany, a l'est amb la província de Càller i al sud amb la província de Carbònia-Esglésies. Comptava amb 28 municipis i 103.436 habitants (6,3% de la població sarda).

## Creació i desaparició
Va ser instituïda amb la divisió administrativa del 2005, amb 28 municipis de la província de Càller, però va desaparèixer al 2016 amb la nova ordenació regional de l'illa de Sardenya. Juntament amb la província de Carbònia-Esglésies i 54 municipis de la província de Càller van formar la nova província de Sardenya del Sud.